# Hanseatische Reederei Emil Offen & Co.
Die Hanseatische Reederei Emil Offen & Co. in Hamburg war eine deutsche Reederei. Sie bestand von 1926 bis 1966.

## Geschichte
Der Reeder Emil Claus Offen wurde 1887 in Hoisdorf bei Hamburg geboren. Mit 14 Jahren begann er eine Lehre bei der Segelschiffsreederei G. J. H. Siemers & Co. als Schiffsmakler. 1926 gründete er die Hanseatische Reederei AG und erwarb gegen Übernahme der Schulden vier Schiffe der in Konkurs gegangenen Reederei Wilhelm Hemsoth AG. Die Schiffe erhielten die Namen der verdienten Kapitäne Kersten Miles, Klaus Schoke, Simon von Utrecht und Dietmar Koel. Mit Kurt Siemers’ Hilfe konnten die Schiffe trotz der Wirtschaftskrise in der weltweiten Trampfahrt eingesetzt werden. 1937 stellte die Reederei erste Neubauten in Dienst und benannte sich in Hanseatische Reederei Emil Offen & Co. um. Bei Ausbruch des Zweiten Weltkriegs verfügte die Reederei über neun Trampfrachter.
Ab 1946 baute Offen im Auftrag der britischen Besatzungsmacht die Seehäfen-Generaldirektion auf und übernahm deren Leitung. 1950 begann Offen mit dem Wiederaufbau seiner Flotte. Die Klaus Schoke der Flender-Werft in Lübeck war der zweite deutsche Nachkriegsneubau über 5000 BRT. Nach dem Tod von Emil Offen am 4. April 1966 investierte die Reederei Anfang der 1970er Jahre für eine Weile in Binnenschiffe und wurde bald darauf aufgelöst. Sein jüngster Sohn Claus-Peter Offen baute ab 1971 die Reederei Claus-Peter Offen auf.
Die Kontorflagge der Reederei Emil Offen war ein schwarzes Hanseatenkreuz auf rotem Grund, die seines Sohnes zeigt ein weißes Hanseatenkreuz auf blauem Grund.